# Gerhild
Gerhild, Gerhilde, Gerhilt oder auch Kerhild ist ein alter, deutscher, weiblicher Vorname.

## Herkunft und Bedeutung
Der Name Gerhild setzt sich zusammen aus den beiden althochdeutschen Wörtern gēr = Speer und hiltja = Kampf. Bei Gerhild handelt es sich demzufolge um eine Speerkämpferin. Sie ist vergleichbar mit Brünhild, der Kämpferin mit dem Brustpanzer.

## Namenstag
Der katholische Gedenktag (Namenstag) für Gerhild (Kerhild) von Konstanz ist der 23. September. Sie führte im 12. Jahrhundert ein Leben der Buße als Reklusin bzw. Klausnerin im Kloster von St. Gallen (Schweiz). Reklusen oder Reklusinnen wohnten zurückgezogen in einer Klosterzelle oder Einsiedelei.

## Bekannte Namensträgerinnen
- Gerhild Diesner (1915–1995), österreichische Malerin
- Gerhild Ebel (* 1965), Künstlerin, Autorin und Herausgeberin
- Gerhild Freese (1941–2022), deutsche Goldschmiedin und Schmuckgestalterin
- Gerhild Halfmeier (1942–2020), Hamburger Politikerin der SPD
- Gerhild Jahn (1941–1998), nordrhein-westfälische Politikerin
- Gerhild Komander (* 1958), deutsche Historikerin, wissenschaftliche Autorin, Publizistin und Redakteurin
- Gerhild Romberger (* 19??), deutsche Lied-, Konzert- und Oratoriensängerin
- Gerhild Schwendler (1934–2019), deutsche Historikerin
- Gerhild Steinbuch (* 1983), österreichische Autorin
- Gerhild Weber (1918–1996), deutsche Schauspielerin

## Fiktive Namensträgerinnen
- Eine der Walküren in Richard Wagners Oper „Die Walküre“ aus dem „Ring des Nibelungen“ ist der Sopran Gerhilde.
- Die Protagonistin im Roman "Die steinerne Schlange" von Iny Lorentz